# Gran Premio de Honor Uruguayo
Il Gran Premio de Honor Uruguayo è stata una competizione calcistica disputata in Uruguay a cadenza annuale tra le squadre nazionali di Argentina e Uruguay tra il 1911 e il 1924, per un totale di 13 edizioni.

## Storia
La competizione fu organizzata dalla Federazione calcistica uruguaiana, in accordo con quella argentina, per iniziativa del ministro dell'istruzione uruguaiano Juan Blengio Rocca; nel 1908 era stata istituita anche una competizione gemella, il Gran Premio de Honor Argentino, da disputarsi in Argentina. La prima edizione del Gran Premio de Honor Uruguayo si tenne il 18 luglio 1911 al Parque Central di Montevideo, di fronte a 12.000 spettatori. La partita rimase sul risultato di 1-1 anche dopo i tempi supplementari; si decise pertanto di giocare uno spareggio, che il 29 ottobre vide vincitore l'Uruguay per 3-0, sempre al Parque Central. L'edizione del 1912 fu vinta dall'Uruguay con il risultato di 3-0; la gara si giocò il 25 agosto. Nel 1913 e nel 1914 ad avere la meglio fu sempre l'Uruguay; nel 1915 giunse la prima vittoria argentina, decisa dalle reti di Alberto Marcovecchio (2) e Harry Hayes. Anche nelle edizioni 1916 e 1917 la vittoria fu appannaggio della selezione bianco-celeste; i padroni di casa uruguaiani tornarono alla vittoria nel 1918, superando i rivali per 3-1 allo spareggio. Nel 1915 e dal 1917 al 1920 compreso le partite si disputarono il 18 luglio, giorno della costituzione uruguaiana; le edizioni seguenti furono organizzate in periodi diversi dell'anno (dicembre, settembre e agosto). Dopo 4 vittorie consecutive dell'Uruguay (1918-1922; nel 1921 il Gran Premio de Honor Uruguayo non si disputò) l'Argentina tornò al successo nel 1923; anche nell'ultima edizione, quella del 31 agosto 1924, fu l'Argentina a vincere.

## Edizioni
| Anno | Vincitore | Risultati                  |
| ---- | --------- | -------------------------- |
| 1911 | Uruguay   | Uruguay-Argentina 1-1; 3-0 |
| 1912 | Uruguay   | Uruguay-Argentina 3-0      |
| 1913 | Uruguay   | Uruguay-Argentina 1-0      |
| 1914 | Uruguay   | Uruguay-Argentina 3-2      |
| 1915 | Argentina | Uruguay-Argentina 2-3      |
| 1916 | Argentina | Uruguay-Argentina 0-1      |
| 1917 | Argentina | Uruguay-Argentina 0-2      |
| 1918 | Uruguay   | Uruguay-Argentina 1-1; 3-1 |
| 1919 | Uruguay   | Uruguay-Argentina 4-1      |
| 1920 | Uruguay   | Uruguay-Argentina 2-0      |
| 1922 | Uruguay   | Uruguay-Argentina 1-0      |
| 1923 | Argentina | Uruguay-Argentina 2-2; 0-2 |
| 1924 | Argentina | Uruguay-Argentina 2-3      |

## Albo d'oro
- Uruguay: 8 vittorie (1911, 1912, 1913, 1914, 1918, 1919, 1920, 1922)
- Argentina: 5 vittorie (1915, 1916, 1917, 1923, 1924)